# بیلی رایلی
بیلی رایلی (انگلیسی: Billy Riley؛ ۲۲ ژوئن ۱۸۹۶ – ۲۷ اوت ۱۹۷۷ (۸۱ ساله)) کشتی‌گیر، و کشتی‌گیر کشتی حرفه‌ای اهل بریتانیا بود.